# Caroline Hayek
Caroline Hayek est une journaliste franco-libanaise vivant au Liban.

## Carrière
Elle travaille pour le  quotidien francophone libanais L'Orient-Le Jour depuis 2014. Elle couvre le Proche-Orient, notamment la Syrie et le Liban, en particulier le conflit syrien et la crise libanaise.
Caroline Hayek est également chroniqueuse pour la RTBF (Radio-télévision belge de la Communauté française) et correspondante pour L’Express.
Le 15 novembre 2021, elle reçoit le prix Albert-Londres pour une série de reportages sur Beyrouth après l'explosion du port en 2020, publiés par L'Orient-Le Jour.

## Récompenses
- 2021 : Prix Albert-Londres de la presse écrite pour son travail[3]